# Kászoni-medence
A Kászoni-medence (románul Depresiunea Plăieși) medence a Keleti-Kárpátokban, a Csíki-havasok déli részén, Romániában, Erdélyben, Hargita megyében. Régen Csík vármegyéhez tartozott. 

## Földrajza
A 700-750 m-es tengerszint feletti magasságban lévő, 20 km hosszú, 11 km széles eróziós völgymedencét a Csíki-havasok 1100-1200 m magas hegyei szegélyezik. Déli pereme a Torjai-hegység. 
A Nyergestető (878 m) köti össze nyugatra a Csíki-medencével, az Aklos-hágó (950 m) északra az Úz völgyével, dél felé a Kászon-patak völgye a Felső-háromszéki-medencével.
A Kászon-patak keresztülfolyik rajta észak-déli irányban. 
Védett klímája van, gyakori hőmérsékleti inverzióval. Környező hegyeit fenyő, bükk, gyertyán és tölgy borítja. Talaja terméketlenebb, mint a szomszédos Csíki- vagy Felső-háromszéki-medencéé. Talajminősége 70%-ban savanyú, humusztartalma 1-2%. Nagy kiterjedésű legelők találhatóak itt.
Az itteniek fő megélhetési forrása a mezőgazdaság: a növénytermesztés viszonylag alacsony jövedelmi szintet biztosít, a szűkös termést az állattenyésztésből származó jövedelem egészíti ki. Híres többfajta ásványvize (Veresszéki, Salutaris, Répáti és Fehérkő ásványvizek).

## Települések
Öt faluja Kászonaltíz, Kászonfeltíz, Kászonimpér, Kászonjakabfalva és Kászonújfalu.